# 1389

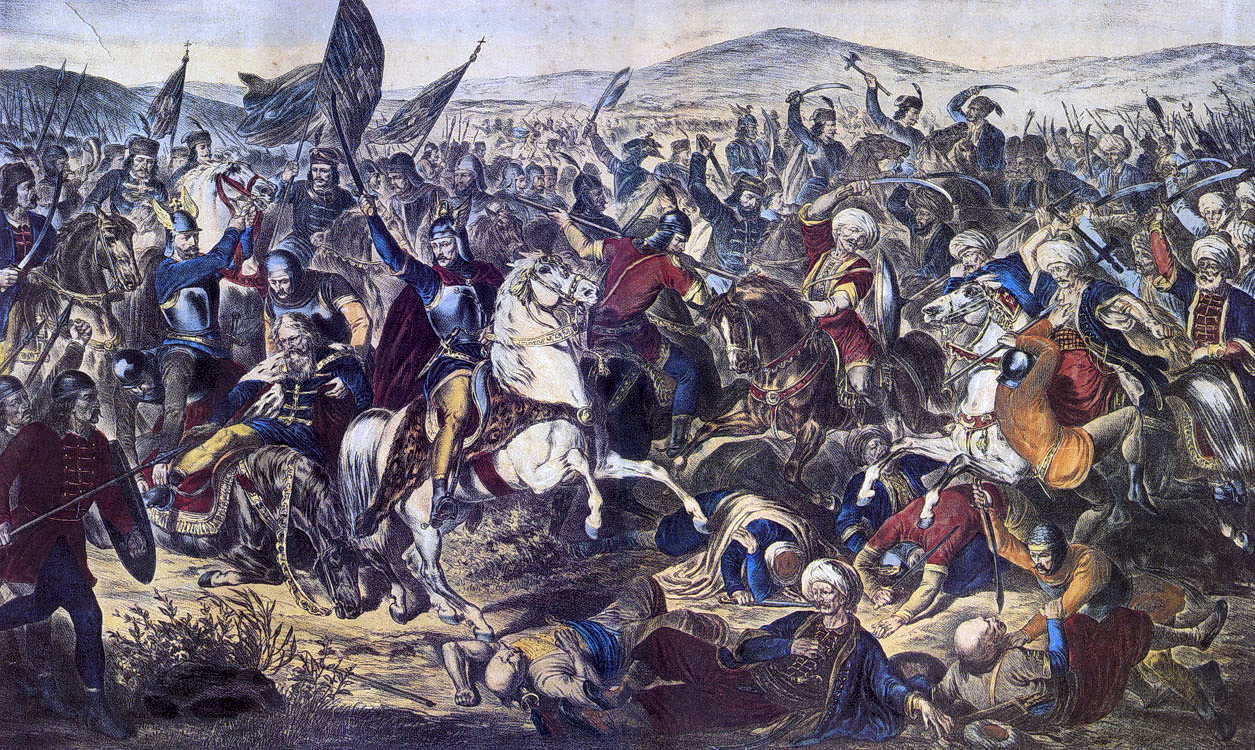
slag op het Merelveld

Het jaar 1389 is het 89e jaar in de 14e eeuw volgens de christelijke jaartelling.

## Gebeurtenissen
- 24 februari - Slag bij Åsle: Margaretha I van Denemarken verslaat Albrecht van Mecklenburg in de strijd om het koningschap van Zweden. Albrecht en zijn zoon Erik worden gevangen genomen.
- 24 maart - Adolf I van Nassau-Wiesbaden-Idstein doet afstand van het bisdom Speyer ten gunste van Nikolaas I van Wiesbaden.
- 18 april - Het getto van Praag wordt geplunderd en in brand gestoken. Zeker drieduizend joden komen om.
- 18 juni - In Leulinghen sluiten Richard II van Engeland en Karel VI van Frankrijk een wapenstilstand.
- 20 juni - Isabella van Beieren, na enkele jaren slechts op papier echtgenote van Karel VI te zijn geweest, doet daadwerkelijk haar intocht in Parijs.
- 28 juni - Slag op het Merelveld: De Ottomanen onder Murat I verslaan de Serviërs onder Lazar; beide heersers komen om. Servië wordt feitelijk een Ottomaanse vazalstaat.
- 6 december - In Haarlem wordt een Latijnse school gesticht, de voorloper van het Stedelijk Gymnasium.
- Het Vorstendom Kastrioti ontstaat.
- De Delfshavense Schie, van Delft naar de Merwede (Nieuwe Maas), wordt gegraven.
- Koning Wenceslaus trouwt met Sophia van Beieren.

## Opvolging
- Abbasiden (kalief van Caïro) - al-Mu'tasim opgevolgd door al-Mutawakkil I
- Generalitat de Catalunya - Arnau Descolomer opgevolgd door Michiel van Santjoan
- patriarch van Constantinopel - Antonius IV als opvolger van Neilus Kerameus
- Holland en Henegouwen - Willem V opgevolgd door zijn broer Albrecht van Beieren
- Luik - Arnold van Horne opgevolgd door Jan van Beieren
- Majapahit - Hayam Wuruk opgevolgd door zijn schoonzoon Wikramawardhana
- Mammelukken (Egypte) - Barquq opgevolgd door as-Salih Hajji
- Moskou en Vladimir-Soezdal - Dmitri Donskoj opgevolgd door zijn zoon Vasili I
- Ottomaanse Rijk - Murat I opgevolgd door zijn zoon Bayezid I
- Paderborn - Simon II van Sternberg opgevolgd door Robert van Berg
- paus (2 november) - Urbanus VI opgevolgd door Piero Tomacelli als Bonifatius IX
- Servië - Lazar Hrebeljanović opgevolgd door zijn zoon Stefan Lazarević
- Zweden - Albrecht van Mecklenburg opgevolgd door Margaretha I van Denemarken

## Afbeeldingen

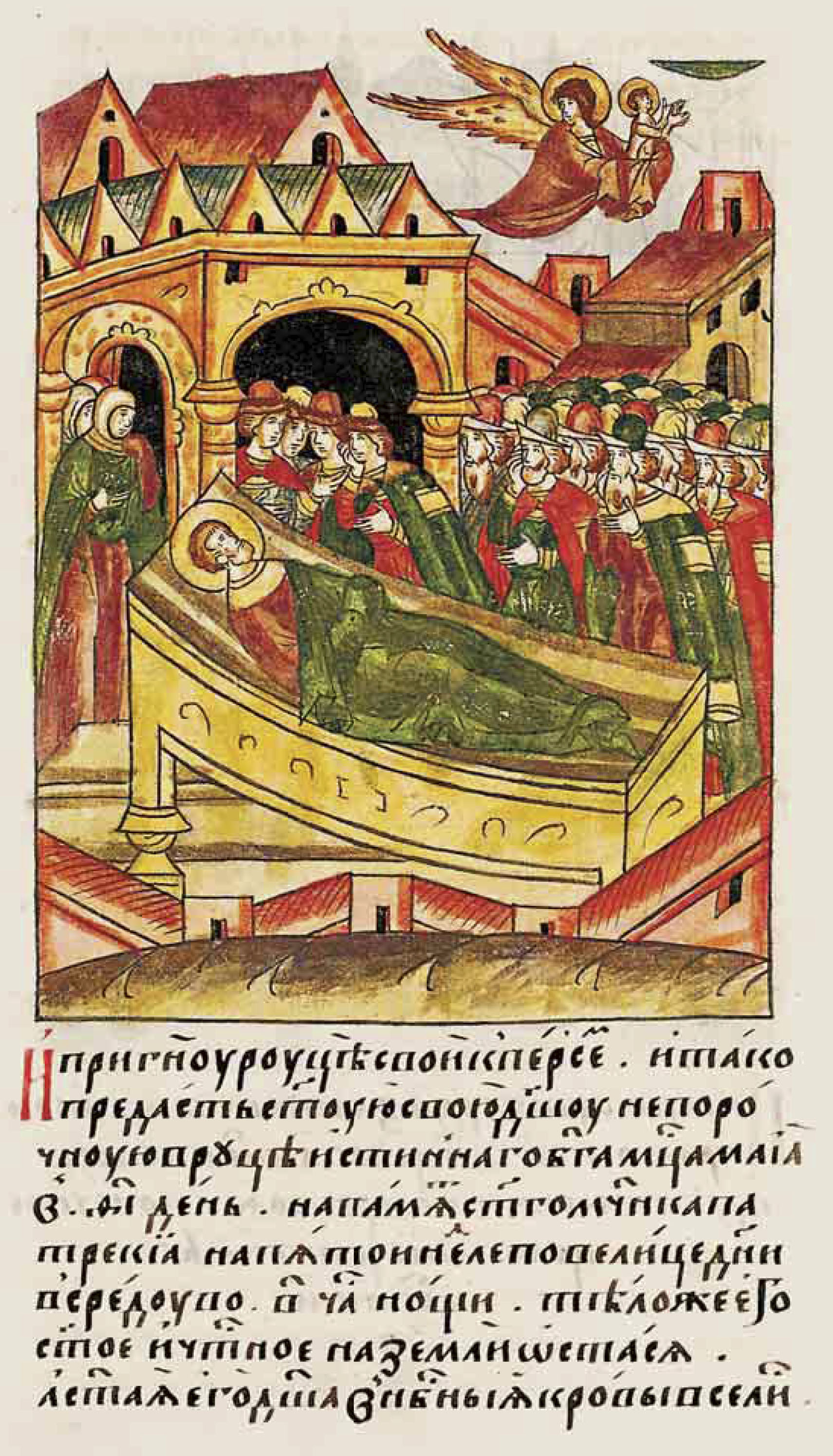
Dmitri Donskoj op zijn sterfbed
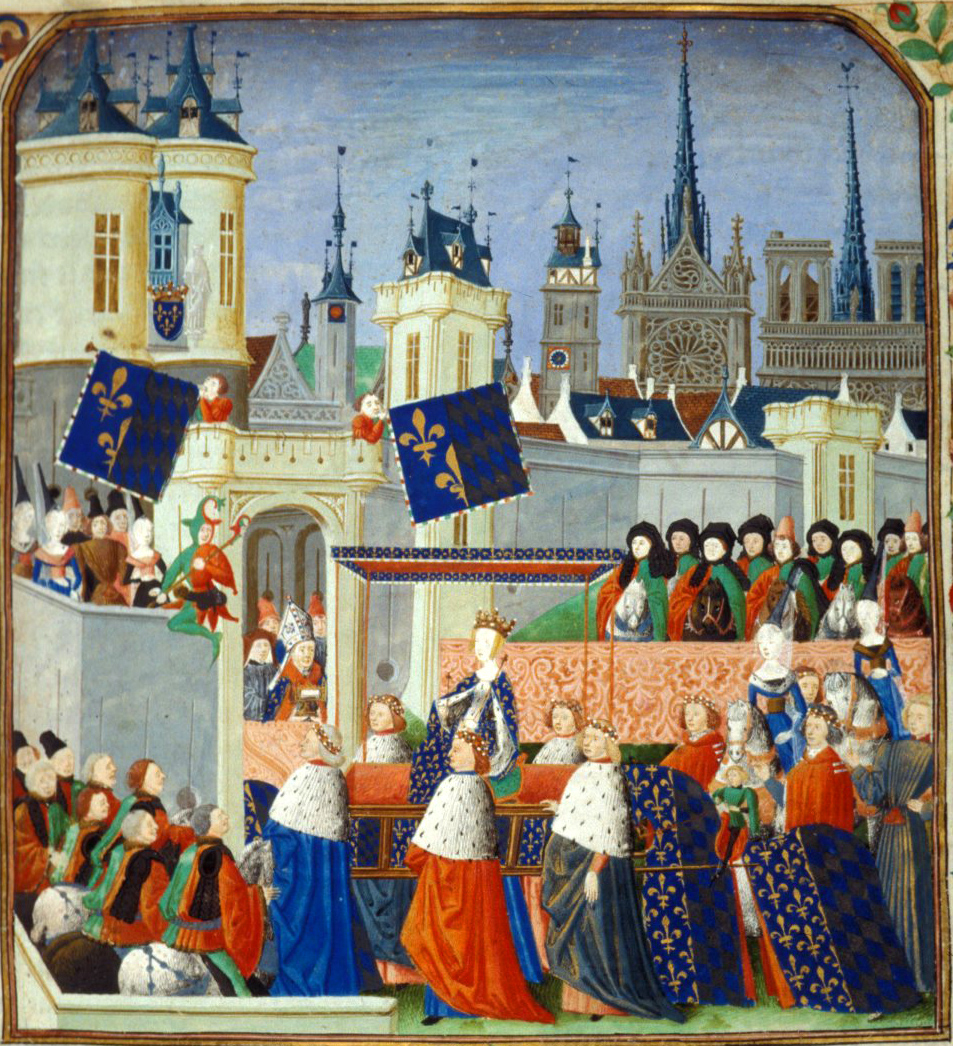
Isabella van Beieren doet intocht in Parijs
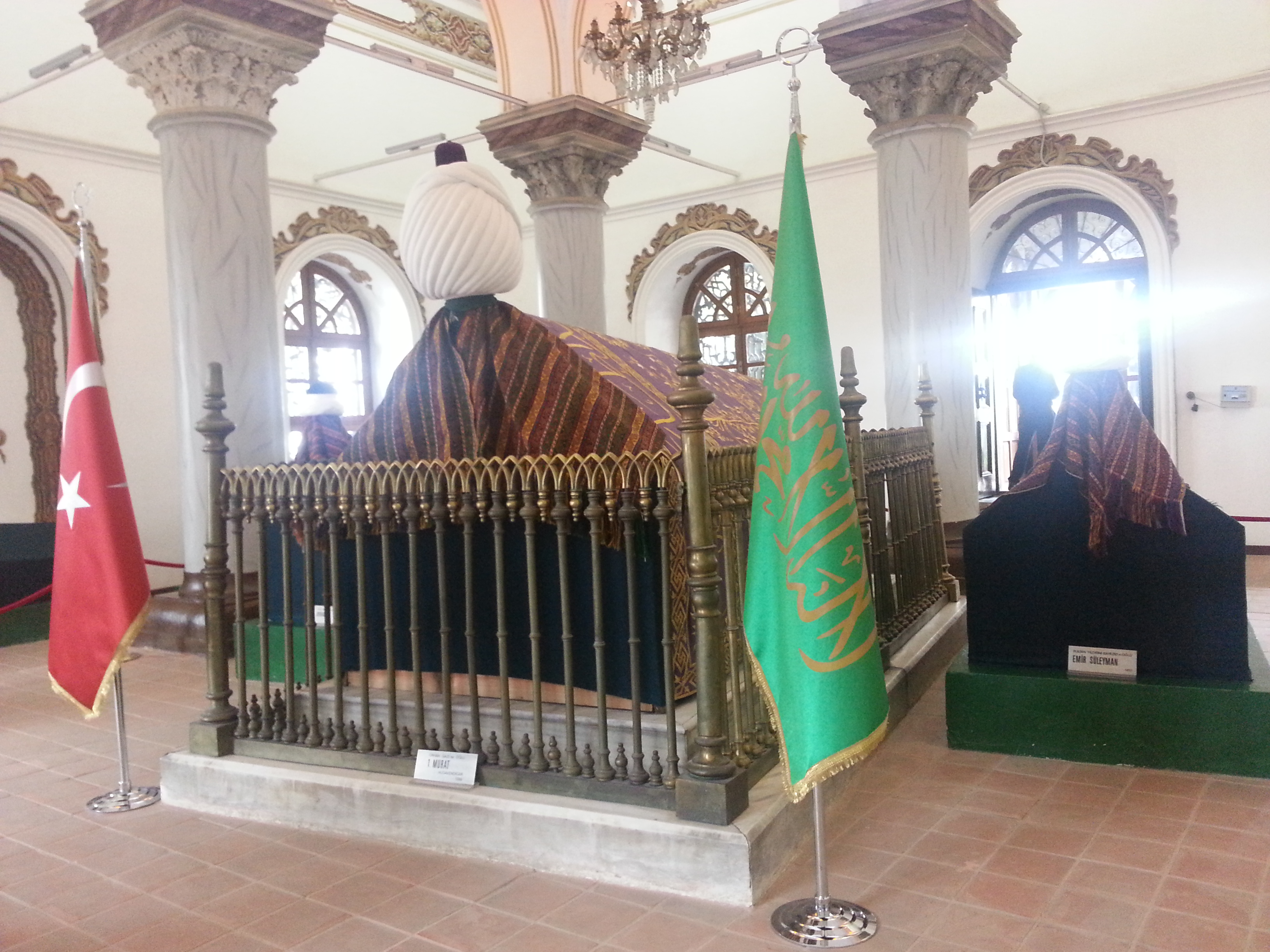
graftombe van Murat I
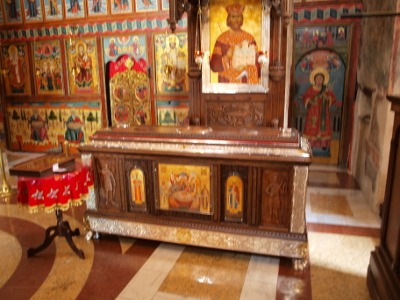
sarcofaag van Lazar Hrebeljanović
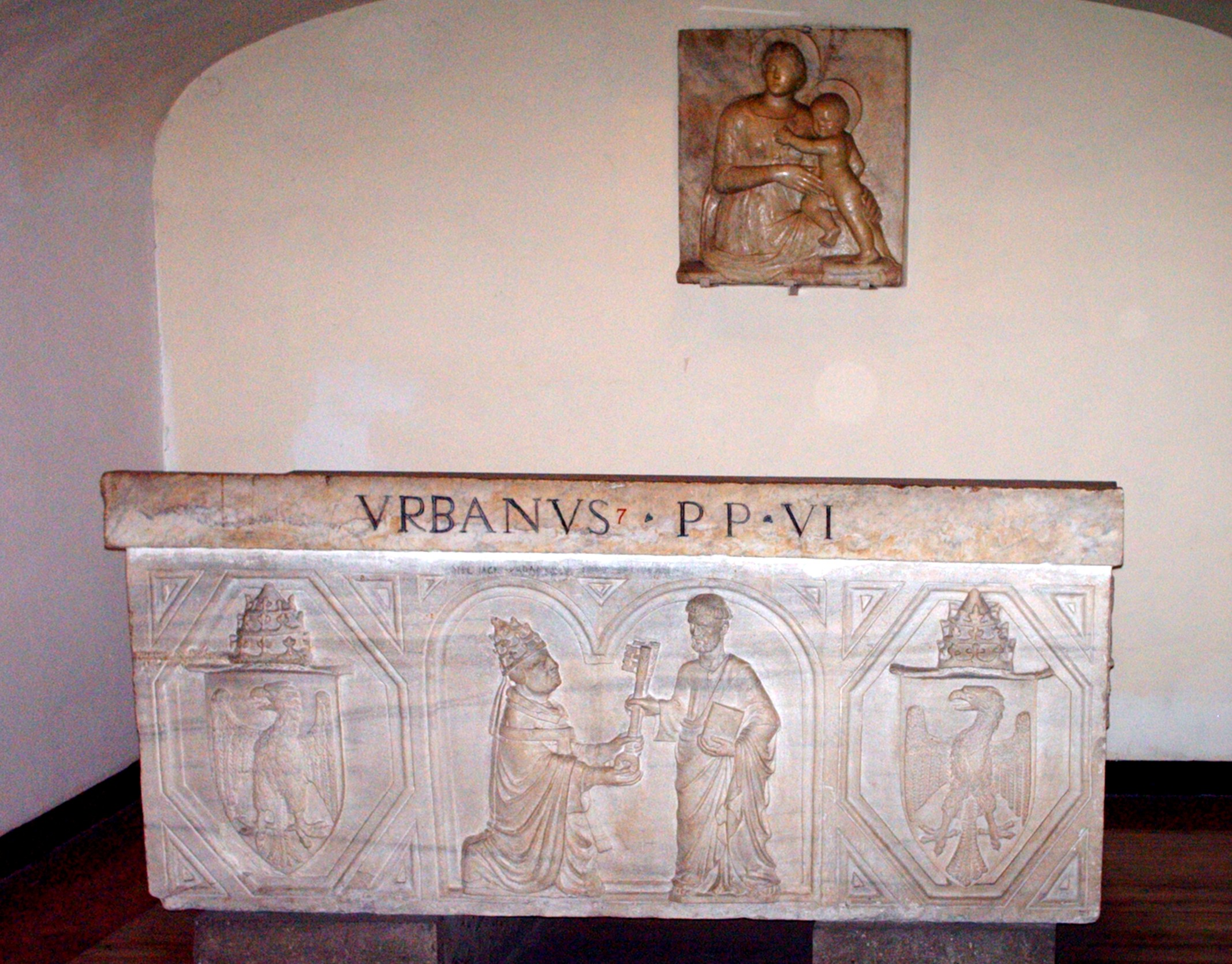
graftombe van Urbanus VI

## Geboren
- 20 juni - Jan van Bedford, Engels prins
- 27 september - Cosimo de' Medici, heer van Florence (1434-1464)
- 3 november - Isabella van Valois, echtgenote van Richard II van Engeland
- Hugh III van Devon, Engels edelman
- Lodrö Chökyong, Tibetaans geestelijk leider
- Mehmet I, sultan van het Osmaanse Rijk (1413-1421)

## Overleden
- 12 januari - Jan t'Serclaes, bisschop van Kamerijk
- 14 februari - Gérard de Puy, Frans kardinaal
- 8 maart - Arnold van Horne (~49), bisschop van Utrecht (1371-1378) en Luik (1378-1389)
- 15 april - Willem V (58), graaf van Holland (1354-1386) en Henegouwen (1356-1386) en mede-hertog van Beieren-Straubing (1347-1389)
- 19 mei - Dmitri Donskoj (38), grootvorst van Moskou (1359-1389) en Vladimir (1363-1389)
- 28 juni - Lazar Hrebeljanović (~60), heerser van Servië (1371-1389)
- 28 juni - Murat I (~62), sultan van de Ottomanen (1362-1389)
- 7 augustus - Ocko I tom Brok, Oost-Fries hoofdeling
- 15 oktober - Urbanus VI (~71), paus (1378-1389)
- 27 oktober - Barend Vallès, Aragonees geestelijke en staatsman
- 16 december - Jan Aelman (~79), Hollands ridder
- Hayam Wuruk (~55), koning van Majapahit (1350-1389)
- Jan Buuc, Vlaams vlootleider